# Мань-Щаркъя
Мань-Щаркъя (устар. Мань-Щарк-Я) — река в России, протекает по Берёзовскому району Ханты-Мансийского АО. Устье реки находится в 8 км по левому берегу реки Щаркъя. Длина реки составляет 10 км.

## Данные водного реестра
По данным государственного водного реестра России относится к Нижнеобскому бассейновому округу, водохозяйственный участок реки — Северная Сосьва, речной подбассейн реки — Северная Сосьва. Речной бассейн реки — (Нижняя) Обь от впадения Иртыша.
Код объекта в государственном водном реестре — 15020200112115300027803.